# FK Kolomna
FK Kolomna (Russisch: ФК Коломна) is een Russische voetbalclub uit Kolomna. De club is opgericht in 1997 en speelt in de Amateur Footbal League (derde divisie) en de Zone Moscow Oblast. Het is een samenwerking tussen de twee voetbalclubs FK Oka (uit 1923) en FK Avangard-Kortek (uit 1906). De beste prestatie van FK Kolomna was de tweede plaats in de Russische Tweede Divisie in 1999. 